# Pine Hills (Kalifornia)
Pine Hills – jednostka osadnicza w Stanach Zjednoczonych, w stanie Kalifornia, w hrabstwie Humboldt.